# 方言
方言（英語：Dialect），為某種語言的變體。然而，在對「語言」和「方言」定義時，無論採用社會語言學者「相互理解性」的判別標準，或是歷史語言學者「歷史發展關係」的判別標準，都無可避免會碰到準則上相當程度的恣意和困難。故多數人同意，實際上，判別語言和方言的標準往往有政治性，如果某種語言完成标准化（特別是指書面標準化）的程序，我們通常將其稱之為「語言」；如果某種語言並未完成此程序，則通常將其稱為「方言」（本質上是謂「非標準化方言」）。方言之語音則為「方音」。通常情况下，方言来自传授者的学习偏差，且带去某地造成。

## 方言、土語、語言的界定
據金受申《北京话语汇》，「土語就是知識分子根本不懂，或懂一點也不肯說、說不出口的社會流行語言」。
許多語言學者認為，所謂「方言」和「語言」的區別有其任意，雖然語言學者曾提出各種判斷標準，但是，這些判準卻常常會產生不一致的結論。而在實際操作中，個別語言之所以稱為「方言」，通常是由於以下的原因：
- 不同语言之间不能交谈，例如法语与意大利语同属罗曼语族，但不能交谈；方言之间差异较小，基本对话能互相理解，如英語和低地蘇格蘭語。
- 缺少適當的書面語，語言未達到準確描述的程度；
- 這些語言受到歧視；
- 同一民族（或國家）擁有多個語言系統。

以下，對語言學者幾種常用「方言與語言比較」的判別方式討論，進而指出這些判準在實際應用上的困難。
有時，語言與方言的界線，早已不只是語言學上的分類問題。以漢語為例，其內部差異程度更接近羅曼語族——中國官話之間大致尚能互通，基本屬於不同方言，但若跨出官話系統，彼此幾乎無法理解。儘管如此，在中國大陸、國民黨戒嚴時期的台灣，甚至1980年代的新加坡，為了推行標準漢語，其他語言一律劃為「漢語方言」，這種分類更反映的是意識形態，而非語言事實。

## 語言人類學的看法
對語言人類學的學者而言，方言是指「某個口語社群所使用之某種特定形式的語言」。亦即，相對於「方言」，「語言」是抽象概念。所有的人在口頭上所使用的都是某種「方言」，而不是「語言」。
實則在現代某些社會中，人們會人為制定所謂的「民族共同語」或「官方语言」。然而，這些「民族共同語」或「官方語言」也是以某種方言為基礎而產生的，本質上亦為方言。以中國「普通话」為例，語言學者周振鶴和游汝杰即表示：「且不管大多數人所說的普通話都是帶有方言特徵的，就是標準的普通話也是『以北京語音為標準音，以北方話為基礎方言』的。北京话和北方話當然也是方言」。

## 社會語言學的看法
多數的語言學者會試著依尋社會語言學的定義，將「相互理解性」視為判斷「方言」或「語言」時最重要的判準。簡而言之，若一個人會使用甲語言，在毋庸另外教導的情況下，他也可以了解乙語言的話，那麼，這個乙語言就可以被視為是甲語言的方言，或者甲語言可以獲認為乙語言的方言。尚有別種可能，就是甲語言和乙語言都被視為是另一語言丙的方言，而丙語言則被稱之為「語言」。相反地，如果使用甲語言的人無法了解乙語言的話，那麼，甲語言和乙語言就是不同的「語言」，而不是「方言」。

### 語言差異的連續性
「相互理解性」概念的第一個難題在於「語言差異的連續性」。比如說，甲語言的使用者了解乙語言，乙語言的使用者了解丙語言，丙語言的使用者了解丁語言。然而，甲語言的使用者卻不了解丙語言，而乙語言的使用者也不了解丁語言。也就是說，不同「語言」之間的差異性是連續體，並不存在一條明晰而可以一刀兩斷的界線。
此外，如果是甲語言的使用者了解乙語言，而乙語言的使用者卻不了解甲語言的話，则很难界定這兩個語言的關係視為是「方言和語言」，或是不同「語言」。

### 理解的定義
「相互理解性」是難以定義的概念。只能理解书面语或口语的「半溝通」未必是為理解。
以使用芬兰语的人來講，由於瑞典語是芬蘭公立學校所教導的科目，所有的芬蘭人基本上都懂瑞典語，他們便也可以讀懂一些丹麥語。然而，他們卻在口頭上完全無法理解丹麥語。以芬蘭人的標準來看，難道應該宣稱丹麥口語和瑞典口語是不一樣的「語言」，但是丹麥書面語卻是瑞典書面語的「方言」？

### 不同個體的不同理解能力
此外，使用同個語言的不同個體，其實也擁有不儘然相同的「理解能力」。一個人如果具備多語能力，和只具備單一語言能力的人相比，她/他可能在理解沒正式學過的語言上，就更易於理解其他語言。以一個沒正式學過荷蘭語、但卻懂其他六種印欧语系語言（丹麦语、英语、德语、拉丁语、挪威语、瑞典語）的學者為例，由於精通多種語言，這個學者雖然完全沒有學過荷蘭語，卻多少可以理解些許荷蘭語。但是，對於只懂瑞典語的人而言，荷蘭語是另外的「語言」。

## 歷史語言學的看法
有很多歷史語言學者，則是從歷史發展角度著手，將「從某個歷史上比較久遠之溝通媒介發展出來的口語形式」稱之為「方言」。比如說，以這種觀點而言，屬於羅曼語族的語言就被視為是「拉丁语」的方言，而現代希腊语則被視為是「古希臘語」的方言。

### 基本觀念的混淆
第一個難題是基本觀念的混淆。自此觀之，假設甲語言衍生自乙語言，而乙語言又是衍生自丙語言的話，那麼，以乙語言為例，雖然它對甲語言而言是一種「語言」，而甲語言則是一種「方言」；但是，乙語言卻也同時是丙語言的「方言」，而丙語言則是一種「語言」。這種操作方式顯然會讓整個概念系統變得複雜而混淆不清。

### 和「相互理解性」概念未必相容
再者，以「歷史發展關係」當作標準所界定出來的「語言」和「方言」，其彼此之間卻不一定具備社會語言學者所強調的「相互理解性」。也就是說，在將「承傳關係」視為是判別語言或方言之主軸的時候，作為「子語言」的「方言」，和作為「母語言」的「語言」之間，卻不一定具有「相互理解性」。

### 語言變遷的不同速度
一個「語言」有可能會同時產生一個以上的「方言」，而這些「方言」又各自有不同的變化速度。於此情形下，或將有某兩個歷史發展關係上比較不親近的「方言」（根據歷史語言學者的定義），他們兩者之間的「相互理解性」，竟然比他們和其他歷史發展關係上比較親近之「方言」的「相互理解性」還要高。以同屬於罗曼语族的意大利语、西班牙语和法语為例。義大利語和西班牙語之間的相似性，就比他們和法語之間的相似性高得多，雖然從歷史發展的角度來看，無論是義大利語和法語之間的關係，或者是西班牙語和法語之間的關係，都比義大利語和西班牙語之間的關係要密切的多。該現象的成因，正是法語在歷史上演變較快，而義大利語和西班牙語較慢，所以他們兩者之間反而擁有更多共享的語彙。

## 用政治因素來理解所謂「方言」的概念
|                   | 語言就是擁有陸軍和海軍的方言。 |
| ——马克斯·魏因赖希 |                                |

若無論「相互理解性」或「歷史發展關係」，都無法清楚地劃出「方言」和「語言」之界線，那根據多數語言學者的共識，造成這條界線的根本原因，並不是在語言「本身」，而是語言以外的其他政治和社會因素。在區別「方言」和「語言」時，其中最重要的因素，是該語言的「標準化」程度。如果某種方言曾經被書面化（這通常是標準化的前提）、而且已經達成一定程度之標準化的話，就將其稱之為「語言」。
彼得·特鲁杰就曾宣稱，對他而言，「語言」就是「一種獨立的、標準化的變體 ......，而且有她們自己的生命」。以這種標準來看，這個世界上多數的既存語言，可能都無法被稱之為是一種語言。事實上，世界各地其實都存在著很多可能變成「語言」的方言。然而，如果論及歷史發展的現實，我們卻發現到多數的語言都沒有完成這個標準化的程序，而被人稱之為「方言」。相反地，只有某些特定的語言被某些人刻意選取出來，而成為所謂的「語言」。之所以某些語言最後變成「語言」，而其他語言最後變成「方言」，乃因那些菁英、國家機器的建構者以及教會代表的選擇，決定了一個語言是被稱之為「語言」或者是「方言」。
因此，所謂「方言」或「語言」的分類，其實反映的不是語言本身的優劣，而是語言使用者的相對政治權力。一個語言之所以被稱之為「語言」，那是因為使用這個語言的人掌握了政治決策的權力。相反地，一個語言之所以被稱之為「方言」，那是因為使用這個語言的人被剝奪了標準化其語言的權力。就像魏因賴希所宣稱的「語言就是擁有陸軍和海軍的方言」一樣，也用類似的方式對「語言」下定義：「語言就是擁有國界的方言」、「語言就是菁英所推銷的方言」。

### 研究方言的历史变迁
- 研究晚近两三代人的变化：就地调查老派和新派方言。
- 研究时间跨度较长（如100年以上）的语音演变：记录和分析不同历史时期的本地方言的专著或字典互相比较（已经提供当时的音系），再跟今音比较。
- 赵日如《闽音斟疑》（载《中国语文》1980年第3期)研究福州话声韵母的历史演变，将中古以来福州话语音的历史发展划分为四个时期。
  - 第一期：中古至明后半期，以戚书为代表。
  - 第二期：明末至清初，以林书为代表。
  - 第三期：清至上世纪前半期，以1930年出版的《闽音研究》为代表。
  - 第四期：为上世纪后半期，特点是韵母进一步合并。

## 「方言」的研究書目舉隅
（按作者姓氏漢語拼音順序排列；只收入專書，不收入書籍篇章及期刊論文）
- Britain, David, and Jenny Cheshire. eds. 2003. Social Dialectology: In Honour of Peter Trudgill. Amsterdam: John Benjamins Pub.
- Campbell, Lyle. 1998. Historical Linguistics. Edinburgh: Edinburgh University Press.
- Cheshire, Jenny, and Dieter Stein. eds. 1997. Taming the Vernacular: From Dialect to Written Standard Language. 2nd ed. New York: Longman.
- Escure, Genevieve. 1997. Creole and Dialect Continua: Standard Acquisition Processes in Belize and China (PRC). Amsterdam: J. Benjamins.
- 廣戶惇，1986，方言語彙の研究：言語地理學と國語史との接點を求めて。東京都：風間書房。
- 弘文閣編輯室編輯，1986-1987，方言學研究論文集。日本肅蛛特別市：弘文閣。
- 黃金文，2001，方言接觸與閩北方言演變。台北：國立台灣大學出版委員會。
- Kortmann, Bernd. eds. 2004. Dialectology Meets Typology: Dialect Grammar from a Cross-linguistic Perspective. New York: Mouton de Gruyter.
- 李如龍，1996，方言與音韻論集。香港：香港中文大學中國文化研究所。
- 林語堂等著，1975，方言專號：國立中山大學語言歷史學研究所週刊。台北：東方文化書局。
- Linn, Michael D. eds. 1998. Handbook of Dialects and Language Variation. 2nd ed. San Diego: Academic Press.
- Romaine, Suzanne. 1994. Language in Society: An Introduction to Sociolinguistics. Oxford: Oxford University Press.
- van Leuvensteijn, J. A., and Johannes Bernardus Berns. eds. 1992. Dialect and Standard Language: In the English, Dutch, German, and Norwegian Language Areas: Seventeen Studies in English or German. Amsterdam: Royal Netherlands Academy of Arts and Sciences.
- Wolfram, Walt, Carolyn Temple Adger, and Donna Christian. 1999. Dialects in Schools and Communities. Mahwah, N.J.: Lawrence Erlbaum Associates, Publishers.
- Wolfram, Walt, and Donna Christian. 1989. Dialects and Education: Issues and Answers. Englewood Cliffs, N.J.: Prentice Hall.